# Безводное (Шалдежский сельсовет)
Безво́дное —  деревня в городском округе Семёновский Нижегородской области России. Входит в состав Шалдежского сельсовета.

## География
Деревня расположена на в километре от истока ручья Молосный, в 4 км от административного центра сельсовета — деревни Шалдеж и 73 км от областного центра — Нижнего Новгорода.
Часовой пояс
Безводное, как и вся Нижегородская область, находится в часовой зоне МСК (московское время). Смещение применяемого времени относительно UTC составляет +3:00.

## Население
| 2010 |
| ---- |
| 212  |